# Peter Rentzsch
Peter Rentzsch (* 1. November 1939) ist ein ehemaliger deutscher Fußballspieler, der im DDR-Fußball aktiv war. Für den SC Dynamo Berlin und den 1. FC Union Berlin spielte er kurzzeitig in der DDR-Oberliga, der höchsten Fußball-Liga des DDR-Fußball-Verbandes.

## Sportliche Laufbahn

### Sportvereinigung Dynamo
Bis zu seinem 19. Lebensjahr spielte Rentzsch beim Ost-Berliner TSC Oberschöneweide. 1959 wechselte er zum Spitzenklub der DDR-Polizeisportvereinigung SC Dynamo Berlin, wurde dort aber nur in der Reservemannschaft eingesetzt. 1960 spielte er kurzfristig in der Reservemannschaft des SC Empor Rostock, kam aber auch am 12. März 1960 für ein Pokalspiel gegen Turbine Neubrandenburg (4:1) in der ersten Mannschaft zum Einsatz. Noch während der Saison 1960 kehrte Rentzsch zur SV Dynamo zurück und wurde in deren Außenstelle SG Dynamo Hohenschönhausen eingesetzt, wo er bis 1963 in der zweitklassigen DDR-Liga spielte. Zur Saison 1963/64 wurde er wieder vom SC Dynamo Berlin übernommen. Dort hatte er sofort am 1. Spieltag einen Einsatz in der Oberligamannschaft. In der Partie SC Dynamo – Motor Steinach am 11. August 1963 spielte er als linker Läufer. Anschließend wurde er jedoch wieder nur in der Reservemannschaft eingesetzt. Zur Saison 1964/65 wurde er erneut zur SG Dynamo Hohenschönhausen versetzt.

### 1. FC Union
Im Sommer 1965 schied Rentzsch aus dem Polizeidienst und somit auch aus der SV Dynamo aus und schloss sich dem DDR-Ligisten TSC Berlin an, aus dessen Fußballsektion Anfang 1966 der 1. FC Union Berlin entstand. Beim ersten Liga-Spiel des neu gegründeten Klubs stand Rentzsch zwar in der Anfangself, verletzte sich aber und kam im restlichen Saisonverlauf nicht mehr zum Einsatz. Zum Saisonende stieg Union in die Oberliga auf, und Rentzsch kam am 10. Mai 1967 für den Klub in der Saison 1966/67 noch zu einem Einsatz als Mittelfeldspieler in der höchsten Spielklasse. Nach Verletzungsproblemen musste er danach seine Laufbahn als Fußballspieler im Leistungsbereich aufgeben.

### Trainer im Unterklassenbereich
Rentzsch schloss sich 1967 der viertklassigen BSG Berliner Verkehrsbetriebe an, die er als Spielertrainer bereits in seiner ersten Saison in die Ost-Berliner Bezirksliga führte. Nach seinem Abschied 1972 wurde er anschließend Übungsleiter der BSG Sparta Lichtenberg. 1983 gelang unter seiner Führung der BSG Autotrans Berlin ebenfalls der Sprung in die Bezirksliga.